# Luo Kuan-čung
Luo Kuan-čung (čínsky pchin-jinem Luó Guànzhōng, znaky 羅貫中; 1330? Tchaj-jüan – 1400? Chang-čou), vlastním jménem Luo Pen (čínsky pchin-jinem Luo Ben, znaky 罗本) byl čínský spisovatel tvořící v říši Ming, autor jednoho ze čtyř klasických čínských románů Příběhy Tří říší (San-kuo jen-i, čínsky pchin-jinem Sānguó yǎnyì, znaky 三國演義).

## Život a dílo
Jedinou věrohodnou zprávu o jeho životě můžeme nalézt v Dodatku k seznamu autorů divadelních her (錄鬼簿續編, Lu-kuej-pu sü-pien) z počátku mingské doby. Zde je jako jeho rodiště uvedeno město Tchaj-jüan a dále se zde o něm píše, že se straní lidí, že se výborně vyzná v poezii a že napsal tři divadelní hry. Jeho učitelem prý byl spisovatel Š’ Naj-an.
Kromě románu Příběhy Tří říší z období zápasů o dědictví zaniklé dynastie Chan je považován za autora několika dalších historických a dobrodružných románů, přičemž u většiny z nich je jeho autorství více než sporné. Jde například o díla
- Potlačení tří démonů (čínsky v českém přepisu Pching-jao čuan, pchin-jinem Pingyao Zhuan, znaky 平妖傳), strašidelný příběh o dvaceti kapitolách,
- Kronika dynastií Suej a Tchang (čínsky v českém přepisu Suej Tchang liang-čchao č’-čuan, pchin-jinem Suí Táng liǎngcháo zhìzhuàn, znaky zjednodušené 隋唐两朝志传),
- Konec dynastie Tang a období Pěti dynastií (čínsky v českém přepisu Cchan Tchang Wu-taj-š’ jen-čuan, pchin-jinem Cán Táng Wǔ dài shǐ yǎn yì, znaky zjednodušené 残唐五代史演义).

Stejně sporné je jeho spoluautorství u dalšího ze čtyř klasických čínských románů Příběhy od jezerního břehu. Podle tradice napsal prvních sedmdesát kapitol tohoto díla spisovatel Š’ Naj-an a Luo Kuan-čung dopsal zbývajících třicet. Někteří literární historikové však tvrdí, že tento román napsal Luo Kuan-čung celý pod pseudonymem.